# Erich Kemnitz
Erich Kemnitz (Berlín, 19 de enero de 1936) es un deportista alemán que compitió para la RFA en piragüismo en la modalidad de aguas tranquilas. Ganó una medalla de plata en el Campeonato Mundial de Piragüismo de 1970 y una medalla de bronce en el Campeonato Europeo de Piragüismo de 1965.

## Palmarés internacional
| Campeonato Mundial | Campeonato Mundial     | Campeonato Mundial | Campeonato Mundial |
| Año                | Lugar                  | Medalla            | Competición        |
| ------------------ | ---------------------- | ------------------ | ------------------ |
| 1970               | Copenhague (Dinamarca) | Medalla de plata   | K4 10 000 m        |
| Campeonato Europeo |                        |                    |                    |
| Año                | Lugar                  | Medalla            | Competición        |
| 1965               | Bucarest (Rumania)     | Medalla de bronce  | K4 1000 m          |